# Indirana semipalmata
Espèce
Synonymes
- Rana semipalmata Boulenger, 1882

Statut de conservation UICN

 LC  : Préoccupation mineure
Indirana semipalmata est une espèce d'amphibiens de la famille des Ranixalidae.

## Répartition et habitat
Cette espèce est endémique du Sud des Ghâts occidentaux en Inde. Elle se rencontre au Tamil Nadu et au Kerala.
Elle vit dans les forêts tropicale humides et les marécages. C'est une espèce terrestre qui vit sur la litière de feuille et dans la végétation riparienne.

## Description

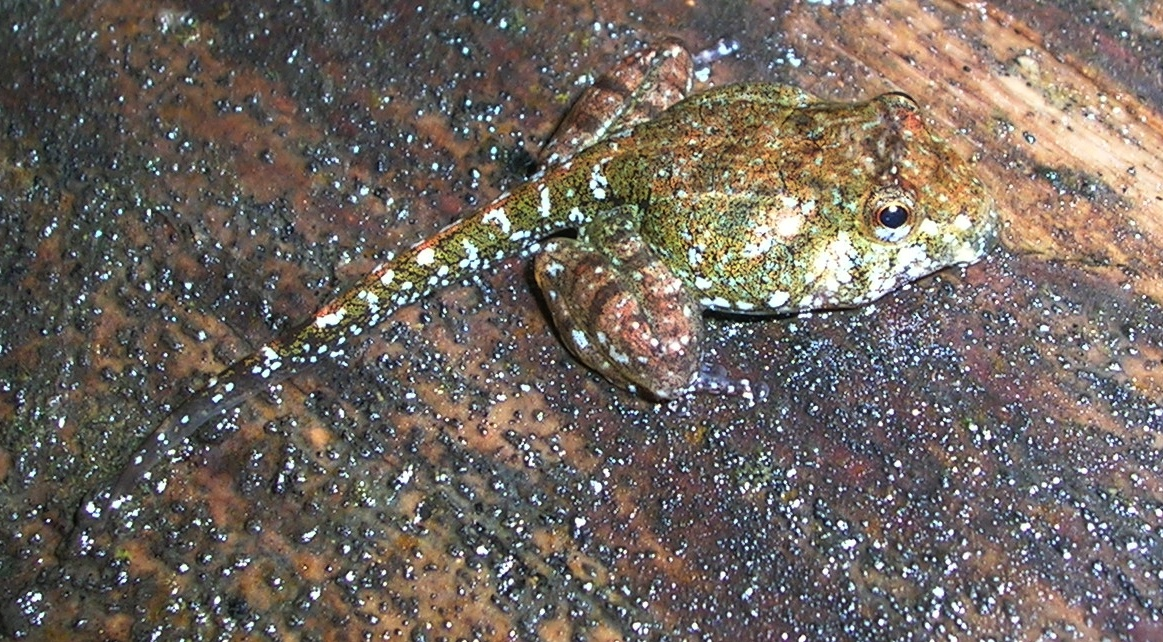
Indirana semipalmata, têtard semi-métamorphosé

Indirana semipalmata mesure environ 35 mm. Son dos est brun. Sa gorge et son poitrail sont tachetés de brun.
Cette espèce se reproduit durant la mousson. Les têtards semi-métamorphosés se retrouvent dans les litières de feuilles humides et sont capables de sauter avec leurs membres postérieurs.

## Publication originale
- Boulenger, 1882 : Catalogue of the Batrachia Salientia s. Ecaudata in the collection of the British Museum, ed. 2, p. 1-503 (texte intégral).